# The Dreams We Have as Children - Live at the Royal Albert Hall
The Dreams We Have as Children - Live at the Royal Albert Hall es un álbum de caridad, en vivo, lanzado por el cantante y guitarrista Noel Gallagher en apoyo de la Teenage Cancer Trust. Noel Gallagher grabó el álbum en un concierto benéfico en el Royal Albert Hall de Londres el 27 de marzo de 2007.
Noel Gallagher, más conocido como guitarrista, compositor principal y vocalista ocasional de la banda británica de Rock Alternativo Oasis, durante el concierto fue acompañado del guitarrista de Oasis Gem Archer. El título del álbum proviene de una letra en la canción de Oasis "Fade Away", todas las canciones del disco son las que Noel Gallagher ha compuesto para los discos de Oasis. El amigo y ocasionalmente colaborador de Noel Gallagher, Paul Weller se le unió a Gallagher en el escenario durante dos canciones.
Cinco de las canciones fueron lanzadas en el transcurso de cinco días como descargas gratuitas en iTunes, seguido de un CD físico de regalo con The Sunday Times, que contenía las otras once grabaciones de la actuación. El álbum, contó con cinco canciones inéditas en iTunes, y luego salió a la venta digitalmente en el Reino Unido en su totalidad el día siguiente. En el iTunes estadounidense fue liberado el 5 de mayo de 2009. El álbum no era elegible para trazar en la lista de álbumes del Reino Unido oficial debido a la ausencia de un comunicado de venta en el comercio físico.

## Lista de canciones
Todas las canciones escritas y compuestas por Noel Gallagher, excepto donde se indica. 
| Digital Download Version |                                                                |          |  |
| N.º                      | Título                                                         | Duración |  |
| 1.                       | «(It's Good) To Be Free»                                       | 3:33     |  |
| 2.                       | «Talk Tonight»                                                 | 4:31     |  |
| 3.                       | «Fade Away»                                                    | 5:06     |  |
| 4.                       | «Cast No Shadow»                                               | 4:42     |  |
| 5.                       | «Half the World Away»                                          | 4:04     |  |
| 6.                       | «The Importance of Being Idle»                                 | 3:35     |  |
| 7.                       | «The Butterfly Collector (With Paul Weller)» (Paul Weller)     | 4:25     |  |
| 8.                       | «All You Need Is Love (With Paul Weller)» (Lennon/McCartney)   | 3:26     |  |
| 9.                       | «Don't Go Away»                                                | 4:04     |  |
| 10.                      | «Listen Up»                                                    | 4:48     |  |
| 11.                      | «Sad Song»                                                     | 4:22     |  |
| 12.                      | «Wonderwall»                                                   | 4:48     |  |
| 13.                      | «Slide Away»                                                   | 6:15     |  |
| 14.                      | «There Is a Light That Never Goes Out» (Morrissey/Johnny Marr) | 4:48     |  |
| 15.                      | «Don't Look Back in Anger»                                     | 5:12     |  |
| 16.                      | «Married with Children»                                        | 3:23     |  |

| The Sunday Times CD Give-Away |                                                                |          |  |
| N.º                           | Título                                                         | Duración |  |
| 1.                            | «Fade Away»                                                    | 5:06     |  |
| 2.                            | «Listen Up»                                                    | 4:48     |  |
| 3.                            | «Half the World Away»                                          | 4:04     |  |
| 4.                            | «The Butterfly Collector (With Paul Weller)» (Paul Weller)     | 4:25     |  |
| 5.                            | «All You Need Is Love (With Paul Weller)» (Lennon/McCartney)   | 3:26     |  |
| 6.                            | «Don't Go Away»                                                | 4:04     |  |
| 7.                            | «Sad Song»                                                     | 4:22     |  |
| 8.                            | «Wonderwall»                                                   | 4:48     |  |
| 9.                            | «Slide Away»                                                   | 6:14     |  |
| 10.                           | «There Is a Light That Never Goes Out» (Morrissey/Johnny Marr) | 4:47     |  |
| 11.                           | «Married with Children»                                        | 3:22     |  |
| 49:26                         |                                                                |          |  |

## Músicos
- Noel Gallagher – voz, guitarra acústica
- Gem Archer – Guitarra eléctrica, teclados
- Terry Kirkbride – percusiones
- Paul Weller – Guitarra acústica, voz (canciones 7 & 8)

- Datos: Q1638946